# Barbara Bouchet
Barbara Gutscher (Reichenbergen, 15 de agosto de 1943), más conocida como Barbara Bouchet, es una actriz y empresaria alemana, famosa por haber protagonizado numerosas películas pertenecientes al período de oro de la Comedia pícara italiana transformándose en un mito erótico de la década de los 70. Domina el italiano, inglés y alemán y es considerada una estrella cosmopolita, ya que por nacimiento y etnia es alemana, creció como estadounidense y por residencia es italiana.
Dotada de una peculiar sensualidad y notable belleza y figura, ha actuado en más de 80 películas y series de televisión y fundó una compañía dedicada a la producción de libros y videos de entrenamiento físico e igualmente fue dueña de un gimnasio. Sus papeles más famosos incluyen interpretar a la Señorita Moneypenny en Casino Royale, la villana Kelinda en el episodio Por cualquier otro nombre de Viaje a las Estrellas, la efebófila Patrizia en Non si sevizia un Paperino y la Señora Schermerhorn en Gangs of New York.

## Generalidades
Hija de padres alemanes, su padre era fotógrafo y camarógrafo, nació como Barbara Goutscher en 1944, en Liberec población ubicada en los Sudetes de la actual República Checa ocupada entonces por los nazis. Debido a los acuerdos de la Conferencia de Potsdam de 1945, siendo muy niña se vio obligada a dejar ese país, junto con su familia y gran parte de la comunidad alemana que allí residía. Creció como una bella inmigrante en los Estados Unidos, donde consiguió sus primeros trabajos como modelo y actriz. En 1970 emigra a Italia, país donde ha vivido la mayor parte de su vida, adoptando su cultura y al cual considera su hogar. Allí pudo consolidar su carrera, conocer a quien fue su esposo, casarse y tener una familia.

### Infancia
En 1938, los Acuerdos de Múnich permitieron la incorporación de los Sudetes de población mayoritariamente germana a la Alemania Nazi. Al final de la Segunda Guerra Mundial, se acordó en la Conferencia de Potsdam la salida sistemática de la población alemana de Europa oriental. En Checoslovaquia esto redundaría en los Decretos de Beneš ordenando la confiscación de las tierras, propiedades y posesiones de los alemanes que residían ahí, obligando a la familia Goutcher a abandonar su hogar, quedando además en condición de apátridas.
Bouchet apenas tenía 3 años cuando salió de los Sudetes con su familia y fueron reubicados junto con muchos otros en campos de refugiados en la Zona de Ocupación Estadounidense en Alemania, de donde finalmente pudieron optar y conseguir autorización para emigrar a los Estados Unidos como resultado de las consideraciones humanitarias de la Ley para Personas Desplazadas del Congreso de los Estados Unidos de 1948.

### Juventud
Luego de llegar a Estados Unidos, su familia eventualmente se estableció en San Francisco, California, donde la joven Goutcher creció trabajando junto a su familia en las cosechas de cítricos y algodón. Posteriormente su padre pudo ejercer como fotógrafo, pero no como camarógrafo debido a que no pertenecía al sindicato del ramo. Esta mejoría en la situación familiar le permitió a Bouchet seguir sus estudios secundarios en la institución educativa Galileo High School, ubicada entre los barrios obreros de Russian Hill y Marina District.
En 1959, impulsada por la popularidad de la película Gidget la televisora local KPIX-TV, decidió organizar el concurso de talento y belleza "Miss Gidget", para el programa de televisión The KPIX Dance Party - The Dick Stewart Show (La Fiesta Bailable de KPIX - El Show de Dick Stewart). Su novio de aquella época envió una foto en color de ella, con la que participó y ganó, resultando su primera experiencia con la fama, porque obtuvo una cita con el protagonista de la obra, James Darren, famoso por su papel como el Dr. Tony Newman en El Túnel del Tiempo, con quien luego sostendría una relación pasajera. Durante su etapa como reina de belleza también participó y ganó el concurso Miss China Beach.
Igualmente KPIX-TV le ofreció la oportunidad de convertirse en miembro regular del grupo de baile del programa The KPIX Dance Party, famoso por presentar bellas adolescentes bailando en vivo los últimos éxitos del pop y rock and roll de la época, siendo verdaderas estrellas de la TV local, por aparecer en ella 6 días a la semana. En el siguiente enlace externo, puede apreciarse una foto de Bouchet, en su etapa de bailarina adolescente.
La artista estuvo en el programa desde 1959 hasta 1962. Mientras tanto una modelo que trabajaba en Hollywood y que era amiga de su padre, la convenció para que se mudara al área de la meca del cine, para iniciar su carrera en la industria fílmica. Por eso tuvo que cambiar su apellido Goutcher de recia pronunciación alemana, al afrancesado Bouchet de sonido más dulce, para obtener una mayor aceptación y denotar prestigio.

## Carrera

### Hollywood
Antes de convertirse en actriz, Barbara Bouchet comenzó su carrera modelando para portadas de revistas y apareciendo en comerciales de televisión. En publicidad solo logró ser elegida para promocionar una marca de pelucas.
Luego de ser «descubierta» por el entonces esposo de Doris Day, el productor Martin Melcher, consiguió su primer papel en la comedia A Global Affair (1964) interpretando a una bella chica; luego obtuvo un cameo como pasajera de un avión en la también comedia Ella y sus maridos (1964), lo cual la condujo a una serie de otros papeles en los años 60, todos enfocados a resaltar su belleza física y su figura, encasillándola como una especie de símbolo sexual menor destinado a sonreír y adornar la pantalla.
Por ello apareció luciendo seductoras (para la época) túnicas de seda en la comedia John Goldfarb, Please Come Home (1964), donde interpreta a la doncella de un harem; mientras que en la épica de guerra In Harm's Way (1964), aparece semidesnuda en las playas de Pearl Harbor y finalmente en Agent for H.A.R.M. (1966), apenas viste un bikini blanco en la mayoría de sus escenas.
A estos papeles le seguiría su paso fugaz por series de la televisión americana como Viaje al fondo del mar (1965), El agente de CIPOL (1966), The Virginian (1967) y Tarzán (1968), donde nuevamente interpretaría sendas damiselas en apuros.
Durante un viaje a Cannes, Bouchet es abordada por el productor italiano Carlo Ponti, que le propone hacer una película de Michelangelo Antonioni, en Londres. Ella se compromete a presentarse al casting, pero en el camino a la capital británica, conoce al productor Charles K. Feldman, quien le ofrece participar en una película de James Bond como secretaria del legendario 007. Luego de la prueba en Londres, Antonioni, no demuestra interés en la rubia, por lo tanto, decide aceptar el papel de Moneypenny y la firma de un nuevo contrato de exclusividad por 7 años con Charles K. Feldman, del que solo la liberará la muerte de este último en 1968.
No obstante, su situación actoral no cambiaría en la sátira surrealista de James Bond, Casino Royale (1967), donde interpreta una sensual versión de la comúnmente parca Señorita Moneypenny. De todas formas esta experiencia le ayudaría para posteriormente conseguir papeles más importantes, como despampanante villana.
En 1968, fue actriz invitada en el episodio de Por cualquier otro nombre de Viaje a las Estrellas, cuya escena más recordada muestra al Capitán Kirk, interpretado por William Shatner, besando repetidamente a su personaje Kelinda para poder recuperar el control del Enterprise.
Un breve paréntesis interpretativo surgió cuando personificó a Úrsula, novia del protagonista en el musical Sweet Charity (1969), dirigido por el afamado Bob Fosse. Mientras promocionaba esta película en Italia, fue contactada por el productor Piero Zuffi quien finalmente le ofreció un papel protagónico en el thriller Colpo rovente (Red Hot Shot) (1970) junto a Carmelo Bene, hecho que marcaría una nueva etapa en su carrera.

### Europa
En 1970, cansada de solo conseguir papeles secundarios de damisela en apuros o mujer fatal, Bouchet se mudó definitivamente a Italia, donde en el renovado y creciente cine italiano de la época, consiguió los roles protagónicos que le fueron negados en Hollywood. Rápidamente se convirtió en una de las actrices más cotizadas del país, gozando de ofertas permanentes debido a su notable apariencia, ética, su profesionalismo, sus crecientes habilidades interpretativas y en menor medida a su gracia, estilo y belleza. En Italia, sus mayores papeles fueron en películas de los géneros giallo, poliziottesco y finalmente en la denominada comedia erótica italiana.
En 1971, Bouchet estelarizó junto con otras dos ex chicas Bond, Claudine Auger y Barbara Bach, en La tarántula del vientre negro, típica película del género giallo. Otras películas notables de su primera etapa en Italia, fueron las que protagonizó junto a Rosalba Neri: Alla ricerca del piacere (Amuck o A la búsqueda del Placer, 1971), en la que es drogada y abusada por la Neri, y Casa d'Appuntamento (French Sex Murders o Casa de Citas, 1972) una película poliziottesco, donde interpreta a Francine, una prostituta de buen corazón. Acto seguido estelarizó en Milano calibro 9 (1972), con Gastone Moschin, una violenta película perteneciente al cine de gánsteres italiano o poliziottesco.
Luego vinieron las películas que le valieron aclamación por parte de la crítica, tales como Non si sevizia un Paperino (Don't Torture a Duckling o Angustia de silencio, 1972), film giallo famoso por su oscura trama relacionada con la desaparición de infantes y dirigido por el maestro del horror italiano, Lucio Fulci. Es en este largometraje donde interpretó a la excéntrica millonaria Patrizia, recordada por la escena en que trata de seducir a un menor, mientras toma un baño.
En la película de terror La Dama rossa uccide sette volte (La Dama roja mata siete veces, 1972), protagoniza a Kitty, coreógrafa alemana de una agencia de modelaje, acechada por un fantasma en Würzburg, Alemania; mientras que en la sórdida Ricco (Ajuste de cuentas, 1973), asume el papel de la desalmada Scilla, interés amoroso del protagonista. En este período también se destaca su interpretación en la polémica La abadesa de Castro (La Madre Superiora del Pecado, 1974), censurada en varios países católicos.
Debido a su éxito como actriz, en abril de 1975, aceptó una propuesta para aparecer en semi topless en la portada de la edición italiana de la revista Playboy, lo cual no era común en la época. El reportaje abarcó además 7 páginas y 10 fotos.
Decidida a buscar papeles menos polémicos, en L'anatra all'arancia (Pato a la Naranja, 1975), desarrolla su faceta cómica, junto a Monica Vitti con quien coprotagonizó esta historia de enredos propia de la comedia erótica italiana. En la producción L'Amica di mia madre (La Amiga de mi madre, 1975), su personaje explora esta vez jocosamente la seducción de una adolescente y sus primeras experiencias amorosas. Dicha situación se repetiría en la trama de Liquirizia (Regaliz, 1979).
Sus coprotagónicos más importantes los tuvo con Yul Brynner en Con la rabbia agli occhi (Con ira en los ojos, 1976), otra giallo de mafiosos, donde interpreta a Anny bailarina exótica, que ejecuta una memorable escena de lap dance. Y también en ese año figura con el británico Marty Feldman en 40 Gradi All'ombra del Lenzuolo (Sex with a Smile, 40 Grados a la Sombra o Sexo con una Sonrisa, 1976), otra comedia erótica compuesta por 5 partes.
Comprometida con su público, una Barbara Bouchet más madura (casada y madre de un niño) posó completamente desnuda para la edición italiana de diciembre de 1977 de la revista Playboy, en un reportaje que abarcó 11 páginas y un total de 12 imágenes a todo color.
De su etapa en la comedia erótica italiana también son recordadas las obras La Moglie in vacanza... l'amante in città (La Esposa de vacaciones... la amante en la ciudad, 1980) donde finalmente actuó junto a la otra gran diva de la comedia erótica italiana Edwige Fenech (ya habían participado en proyectos comunes, pero no habían rodado escenas juntas) y Spaghetti a mezzanotte (Espagueti de medianoche, 1981) ambas con el monstruo de este género, el comediante Lino Banfi y dirigidas magistralmente por Sergio Martino, quien destaca el talento cómico de la actriz y no su belleza.
No obstante, durante esta etapa, también posó artísticamente para la desaparecida revista italiana Playmen de noviembre de 1981, en un artículo de 10 páginas, con 9 imágenes.
En los años 80, con el declive de la comedia erótica italiana, la carrera de Bouchet se enfoca en la televisión itálica, apareciendo constantemente en "Beauty Center Show", programa de variedades de la cadena Italia 1. Este ejemplo fue seguido por su compañera de películas, la recordada Edwige Fenech quien condujo el show "Bene, bravi, bis" en 1984.
Siguiendo con su nueva etapa artística, en 1983 regresó a Estados Unidos y participó junto a Gregory Peck, en The Scarlet and the Black, una película para televisión, donde un sacerdote católico de la vida real salvó las vidas de judíos italianos durante la Segunda Guerra Mundial.
En ese mismo año, lanzó su primer y único sencillo como cantante Se Tu Fosi Bello... (Si tú fueras bello...), criticado LP de 45 RPM, que no era más que la banda sonora de la serie de televisión italiana "Beauty Center Show", directamente de los compositores del exitoso trío Ricchi e Poveri.
Para conmemorar su cumpleaños número 40, la Bouchet realizó nuevamente una serie de desnudos artísticos para la edición italiana de la revista Penthouse de octubre de 1983, lo que a la postre sería la manera de despedirse del público italiano y cerrar su etapa como actriz de la comedia erótica italiana, luego de darlo todo.
Para 1995, Bouchet debuta en el teatro italiano, acompañada por el veterano actor Gigi Reder en la comedia "La presidentessa", otra vez en un papel decididamente sexy, lo cual fue considerado por la actriz como una ironía de la vida.
En 2002, regresó al cine americano, en un pequeño papel en la película Gangs of New York, en el cual ella interpreta a la Señora Schermerhorn. En 2005, participó en el proyecto Trailer for a Remake of Gore Vidal's Caligula, cortometraje que propone un soft remake de la película Calígula de Gore Vidal de 1979. El año 2008, marca su retorno a la gran pantalla italiana, con el largometraje Bastardi junto a figuras como Franco Nero y Don Johnson, recordado por su participación en Miami Vice. Luego participaría en otros films de tipo giallo o de horror como Butterfly zone - Il senso della farfalla (La Mariposa), Giallo? y The Darkside, todas de 2009.

## Vida Familiar
En 1976, Bouchet se casó con Luigi Borghese, un poco conocido productor italiano, quien entre otras obras, produciría tres comedias estelarizadas por su esposa: Come perdere una moglie e trovare un'amante (Cómo perder una esposa y encontrar una amante 1978), Spaghetti a mezzanotte (Spaghetti de medianoche, 1981) y Per favore, occupati di Amelia (Por favor, encárgate de Amelia 1982). De esta unión nacieron dos hijos, Alessandro' (n. 19 de noviembre de 1976), quien se destaca como chef de Televisión en el canal Discovery Real Time y Massimiliano (n. en 1989), quien es dueño de su propio bar. Bouchet se separaría de su esposo en el año 2006, argumentando diferencias irreconciliables. No volvería a reincidir en el matrimonio.
En 1985, la actriz, fundó una compañía productora y empezó el desarrollo de varias series de libros y videos de ejercicios físicos. Además en esta época ella abrió un famoso gimnasio en Roma y se declaró públicamente vegetariana. En 2006 se separó de Luigi Borghese.
El 27 de abril de 2007, participó en un conversatorio junto con Quentin Tarantino (declarado admirador suyo) en el afamado New Beverly Cinema de Los Ángeles, en el cual habló de sus vivencias en el cine giallo y en el poliziottesco italiano.
El 12 de julio de 2008, Barbara Bouchet recibió un reconocimiento a toda una vida durante Gran Gala dello Sport e della Tv - Grand Prix Corallo Città di Alghero (Gran Gala del Deporte y la Televisión - Gran Premio Coral, Ciudad de Alghero).
Actualmente reside con su familia en Roma, donde todavía es un miembro activo de la vida social local. Nuevamente está trabajando en películas y se la puede ver en esporádicas apariciones en televisión y en convenciones europeas de cinéfilos al igual que ocupándose de sus diversos negocios.

## Filmografía
| - A Global Affair (1964) - Muchacha - What a Way to Go! (1964) - Chica en el avión (no acreditada) - Bedtime Story (1964) - Joven alemana (no acreditada) - Good Neighbor Sam (1964) - Recepcionista - Sex and the Single Girl (1964) - Fotógrafa en la Fiesta de Aniversario (no acreditada) - John Goldfarb, Please Come Home (1965) - Astrid Porche - In Harm's Way (1965) - Liz Eddington - Agent for H.A.R.M. (1966) - Ava Vestok - Casino Royale (1967) - Miss Moneypenny - Danger Route (Ruta Peligrosa) (1967) - Marita - Surabaya Conspiracy (1969) - Irene Stone - Sweet Charity (1969) - Úrsula - Colpo rovente (Red Hot Shot) (Sindicato: Asesinato en la Familia) (1969) - Mónica Brown - Cerca di capirmi (1970) - L'Asino d'oro: processo per fatti strani contro Lucius Apuleius cittadino romano (1970) - Il Debito coniugale (El Deber Conyugal) (1970) - Cándida - Non commettere atti impuri (No cometerás actos impuros) (1971) - Nadin - Nokaut (1971) - Forza 'G' (1971) - Il Prete sposato (El cura casado) (1971) - Signora Marchio - L'Uomo dagli occhi di ghiaccio (1971) - La tarantola dal ventre nero (La tarántula del vientre negro) (1971) - Maria Zani - Le Calde notti di Don Giovanni (Los Amores de Don Juan) (1971) - Esmeralda - Anche se volessi lavorare, che faccio? (1972) - La Calandria (La Cortezana, El súper-eroticus en la edad media) (1972) - Lucrezia - Racconti proibiti... di niente vestiti (1972) - Finalmente... le mille e una notte (Las 1001 eróticas noches de Ali Mamun) (1972) - Mariam - Una Cavalla tutta nuda (1972) - Gemmata - Milano calibro 9 (Milán Calibre 9) (1972) - Nelly Bordon - Alla ricerca del piacere (1972) - Greta Franklin - Valeria dentro e fuori (Esclava del Placer) (1972) - Valeria - Casa d'appuntamento (La brigada del inspector Bogart) (1972) - Francine - La Dama rossa uccide sette volte (La Dama Rosa mata siete veces) (1972) - Kitty Wildenbrück - Non si sevizia un Paperino (Angustia de Silencio) (1972) - Patrizia | - Conoscenza matrimoniale (1973) - Ancora una volta prima di lasciarci (1973) - Il Tuo piacere è il mio (My Pleasure is Your Pleasure) (1973) - Ricco (Ajuste de cuentas, Un tipo de cara extraña te busca para matarte)(1973) - Scilla - La Badessa di Castro (Madre Superiora del Pecado) (1974) - Elena, abadesa de Castro - La Svergognata (La desvergonzada) (1974) - Silvia Lorenzi - Quelli che contano (Lamento de una prostituta) (1974) - Margie - L'Anatra all'arancia (Pato a la naranja) (1975) - Patty - L'Amica di mia madre (La amiga de mi madre) (1975) - Amore vuol dir gelosia (Yo no perdono un cuerno) (1975) - Corinna - Per le antiche scale (Por la vieja escalera) (1975) - Carla - To Agistri (1976) - Ero - Spogliamoci così senza pudor (Desnudémonos sin pudor) Yolanda de Giangi (1976) - Brogliaccio d'amore (Diary of a Passion), (1976) - 40 gradi all'ombra del lenzuolo (40 Grados a la Sombra o Sexo con una Sonrisa), (1976) - Mujer (segmento "El dinero en el banco") - Tutti possono arricchire tranne i poveri (Todos podemos ser ricos menos los pobres) (1976) - Condesa Federici Fontana - Diamanti sporchi di sangue (Blood and Diamonds) (1977) - Lisa - Con la rabbia agli occhi, (Con ira en los ojos) (1977) - Anny - L'Appuntamento (Dónde? Cómo? Cuándo?... la cita) (1977) - Ingrid - Come perdere una moglie e trovare un'amante (Cómo perder una esposa y ganar una amante) (1978) - Eleonora - Travolto dagli affetti familiari (1978) - Liquirizia (1979) - Raffaella - Sabato, domenica e venerdì (Sábado, domingo y viernes) (1979) - Enza (segmento "Domingo") - Sono fotogenico (Yo soy fotogénico) (1980) - Ella misma - La Moglie in vacanza... l'amante in città (La esposa de vacaciones... la amante en la ciudad)(1980) - Valeria Damiani - Spaghetti a mezzanotte (Cuernos con Salsa Picante) (1981) - Celeste La Gastra - Crema cioccolato e pa...prika (1981) - Eleonora - Per favore, occupati di Amelia (Por favor, ocúpate de Amelia) (1982) - Amelia - Diamond Connection (1982) - Karen - Perché non facciamo l'amore? (Por qué no hacemos el amor?) (1982) - Mari del sud (Mares del sur) (2001) - Gangs of New York (2002) - Señora Schermerhorn - Trailer for a Remake of Gore Vidal's Caligula (2005) - Caesonia - Bastardi (Bastardo) (2008) - Carmen Iuvara - Butterfly zone - Il senso della farfalla (La mariposa) (2009) - Dama con bigote - Giallo? (2009) - Valeria - The Darkside (El Lado Oscuro) (2010) - Sibilla |

## Televisión
- Dick Stewart Television Show (El Show de Dick Stewart) (1959) (1 episodio) - Miss Gidget
- The KPIX Dance Party (La fiesta Bailable de KPIX) (1959-1962) - Bailarina adolescente (no acreditada)
- The Rogues (1964) (1 episodio) - Elsa Idonescu
- Viaje al fondo del mar (1965) (1 episodio) - Tippy Penfield
- El agente de CIPOL (1966) (1 episodio) - Narcissus Darling
- El virginiano (1967) (1 episodio) - Marianne
- Tarzán - (1968) (1 episodio) - Phyllis Fraser
- Viaje a Las Estrellas (1968) (1 episodio) - Kelinda
- Cool Million (1972) (1 episodio) - Carla Miles
- Beauty Center Show (1983) - Varios personajes
- The Scarlet and the Black (Escarlata y Negro) (1983) - Minna Kappler
- Quelli della speciale (1992) (miniserie)
- Stracult 2 (2001) (1 episodio) - Ella misma
- Incantesimo 6 (2003)
- Diritto di difesa (2004) (4 episodios) - Madre de Gilardi
- Un Posto al sole (2004)
- La Provinciale (2006) - Elvira Coceanu
- Capri (2006) - Avv. Maggioni
- Ho sposato uno sbirro (2007) (miniserie) - Clarissa
- Così vanno le cose (2008) - Madre de Pierfrancesco
- Crimini (2010) (1 episodio) - Loredana Presutti

## Discografía

### 45 RPM
- 1983 - Se tu fossi bello/Vegetable rap (Baby Records, BR-50303)

### Maxisencillo 12"
- 1986 - Move your body (Lupus, LUX-2901)